# Малтнома
Малтнома, Малтнома-Фолс или Малтно́мах (англ. Multnomah Falls) — водопад на ручье Малтнома, впадающем в реку Колумбия, в американском штате Орегон. Высота — 165 м, ширина — 3 м.

## Высота
Водопад Малтнома — самый высокий в штате Орегон. Лесная Служба Соединенных Штатов Америки определяет Малтнома вторым самым высоким круглогодичным водопадом в США.

## Происхождение
Водопад появился в конце позднего ледникового периода (15 000 лет назад) в результате катастрофических наводнений Миссула-Флудс.
Согласно древней легенде индейцев племени Малтнома, именем которого и назван объект, водопад появился после того, как молодая женщина принесла себя в жертву Великому Духу ради спасения деревни от моровой болезни. По легенде женщина спрыгнула с высокого утёса и люди Малтнома были спасены. После её смерти вода забила ключом из утёса и образовала водопад.

## Досягаемость
В отличие от других водопадов ущелья, до водопада Малтнома можно добраться по междугороднему шоссе 84. Водопад Малтнома является самой посещаемой зоной отдыха на западном побережье США к северу от Сан-Франциско (более двух миллионов посетителей в год).

## Происшествия
В 1991 году лесной пожар повредил более 650 га леса вблизи водопада, в результате один из наиболее известных пешеходных маршрутов был навсегда закрыт.
На День труда в сентябре 1995 года глыба весом в 400 тонн упала с семидесятиметровой высоты в пруд у моста Бенсона и поранила двадцать человек, праздновавших в это время свадьбу.